# Tjeckoslovakien i olympiska vinterspelen 1936
Tjeckoslovakien deltog med 44 deltagare vid de olympiska vinterspelen 1936 i Garmisch-Partenkirchen. Ingen av landets deltagare erövrade någon medalj.